# Église Saint-Étienne du Petit-Abergement
Pour les articles homonymes, voir Église Saint-Étienne et Saint-Étienne (homonymie).
L'église Saint-Étienne est une église située à Haut-Valromey, en France. L'édifice est inscrit au titre des monuments historiques en 1973.